# موسيقى بدوية

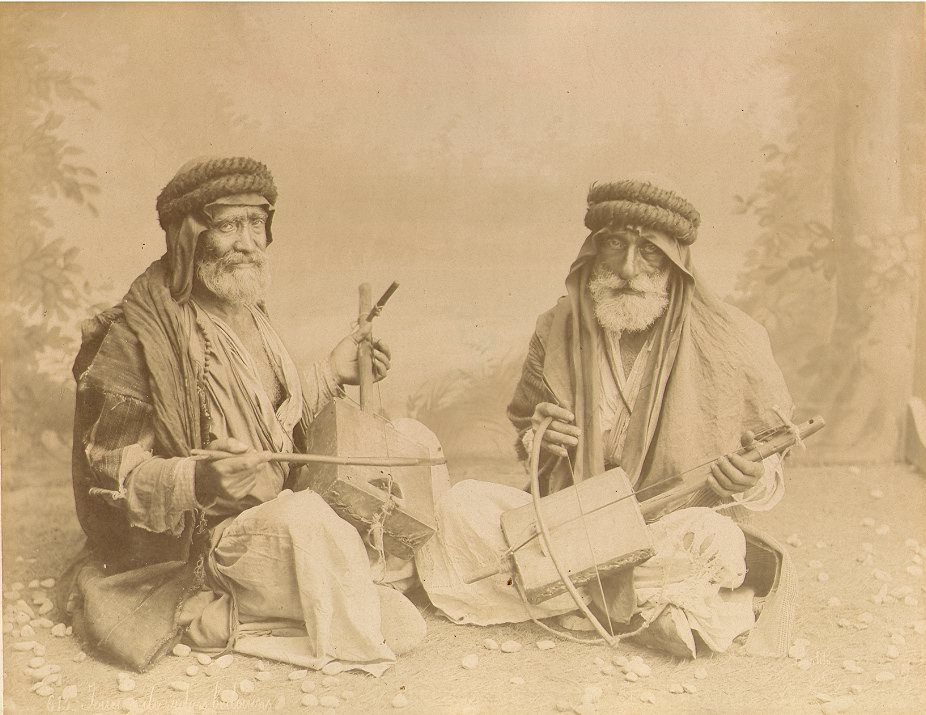
الموسيقى البدوية

الموسيقى البدوية هي موسيقى القبائل البدوية في شبه الجزيرة العربية والسودان والشام. تعتمد الأغاني على الشعر وتغنى، مصحوبة أحياناً إلى الآلة الوترية، ربابة. الأدوات التقليدية هي الربابة وآلات النفخ المختلفة.

## أنواع الموسيقى البدوية
تنقسم الموسيقى البدوية إلى أنواع، منها القصيد، وهو ديوان شعر، ويُنشد بواسطة الربابة، حيث يتناول موضوعًا معينًا، كذلك يوجد نوع بمسمى مجرور أو مجرورة، وهو عبارة عن أغنية طويلة تُغنى عند أداء ألعاب راقصة. ومنها البدع، وهو عبارة عن مقطع واحد قصير. كذلك يوجد نوع آخر بمسمى نشيدة، أو تمثالة، وهي قصيدة طويلة، تُعادل قصيدة الأدب الكلاسيكي.

## مسميات الموسيقى البدوية
توجد العديد من أنواع الموسيقى البدوية، من ضمنها موسيقى "الرعب"، وهي نوع من أنواع الموسيقى البدوية التي تشتهر بها القبائل البدوية في الأردن وبادية الشام في سوريا والعراق وفلسطين، وفي بعض دول الخليج، مثل السعودية والكويت منذ مئات السنين. كذلك "الدحيّة"، وهي رقصة بدوية أصيلة، وتعدُّ لعبةً حربيةً، كونها رقصة جماعية، يردد فيها الحاضرون أهازيج، تشبه أصوات زئير الأسود وهدير الإبل.